# Kościelec (gemeente)
De gemeente Kościelec is een landgemeente in het Poolse woiwodschap Groot-Polen, in powiat Kolski.
De zetel van de gemeente is in Kościelec.
Op 30 juni 2006, telde de gemeente 6654 inwoners.

## Oppervlakte gegevens
In 2002 bedroeg de totale oppervlakte van gemeente Kościelec 105,9 km², waarvan:
- agrarisch gebied: 69%
- bossen: 21%

De gemeente beslaat 10,47% van de totale oppervlakte van de powiat.

## Demografie
Stand op 30 juni 2004:
| Omschrijving                   | Totaal | Totaal | Vrouwen | Vrouwen | Mannen | Mannen |
| ------------------------------ | ------ | ------ | ------- | ------- | ------ | ------ |
| eenheid                        | aantal | %      | aantal  | %       | aantal | %      |
| inwoners                       | 6620   | 100    | 3301    | 49,9    | 3319   | 50,1   |
| bevolkingsdichtheid (inw./km²) | 62,5   | 62,5   | 31,2    | 31,2    | 31,3   | 31,3   |

In 2002 bedroeg het gemiddelde inkomen per inwoner 1198,18 zł.

## Aangrenzende gemeenten
Brudzew, gmina Dąbie, Koło, miasto Koło, Kramsk, Krzymów, Władysławów